# Повеж
Повеж (пол. Powierz, нім. Powiersen) — село в Польщі, у гміні Яновець-Косьцельний Нідзицького повіту Вармінсько-Мазурського воєводства.
Населення — 80 осіб (2011).
У 1975-1998 роках село належало до Ольштинського воєводства.

## Демографія
Демографічна структура станом на 31 березня 2011 року:
|          | Загалом | Допрацездатний вік | Працездатний вік | Постпрацездатний вік |
| -------- | ------- | ------------------ | ---------------- | -------------------- |
| Чоловіки | 42      | 8                  | 32               | 2                    |
| Жінки    | 38      | 11                 | 21               | 6                    |
| Разом    | 80      | 19                 | 53               | 8                    |